# Лоренца Вігарані
Лоренца Вігарані (італ. Lorenza Vigarani, 10 грудня 1969) — італійська плавчиня.
Учасниця Олімпійських Ігор 1988, 1992, 1996 років.
Призерка Чемпіонату світу з водних видів спорту 1994 року.
Призерка Чемпіонату Європи з водних видів спорту 1987, 1989, 1993 років.